# دورویی (فیلم)
دورویی (به انگلیسی: Duplicity) فیلمی جاسوسی است محصول سال ۲۰۰۹ به کارگردانی تونی گیلروی است. در این فیلم بازیگرانی همچون کلایو اوون، جولیا رابرتز، تام ویلکینسون، پل جیاماتی، دنی اوهر، توماس مک‌کارتی، وین دووال، کری پرستون و کریستوفر دنهام ایفای نقش کرده‌اند.

## خلاصه داستان
ری کوال و کلر استانویک دو مامور سازمان سیا هستند که از کار خود استعفا می‌دهند تا در بخش خصوصی کار می‌کند دو شرکت تولیدکننده لوازم آرایشی و بهداشتی دشمنی دیرینه باهم دارند یکی از آنهااین دو نفر را برای بدست آوردن فرمول اختصاصی شرکت رقیب استخدام می‌کند کلر به عنوان مامور نفوذی وارد شرکت رقیب می‌شود و ری رابط اوست آن‌ها پس از به دست آوردن فرمول آن را در اختیار شرکتی که آن‌ها را استخدام کرده بود قرار می‌دهند و یک نسخه را با خود به سوئیس می‌برند تا در اختیار شرکت‌های سوئیسی قرار دهند شرکت سوئیسی حاضر است ۳۵ میلیون دلار بابت این فرمول که می‌تواند کچلی را از بین ببرد بپردازد .
کارشناسان سوئیسی پس از مطالعه اعلام می‌کنند که این فرمول ارزشی ندارد و یک کرم معمولی است.از طرفی ریچارد"دیک"گارسیک مدیر شرکتی که آن‌ها را استخدام کرده بود در میان سهام داران خبر دست یابی به فرمولاسیون جدید برای درمان کچلی را اعلام می‌کند .
اما در پایان معلوم می‌شود فرمولی در کار نبوده واین حقه ای برای تخریب اعتبار شرکتی بوده که دیک گارسیک مدیر آن است و از طرف شرکت رقیب صورت گرفته‌است .

## بازیگران
- کلایو اوون در نقش ری کوال
- جولیا رابرتز در نقش کلر استانویک
- تام ویلکینسون در نقش هاوراد تولی
- پل جیاماتی در نقش ریچارد"دیک"گارسیک
- دنی اوهر در نقش دوک موناهان
- کاتلین چالفانت در نقش پم فریلی
- توماس مک‌کارتی  در نقش جف بائر
- وین دووال در نقش ند گوستون
- کری پرستون در نقش باربارا بافرد
- کریستوفر دنهام در نقش رونی پارتز
- اولگ شتفنگو در نقش بوریس فیتوو
- هپی اندرسن
- فابریتسیو برینتسا